# Fantômette et le Mystère de la tour
Fantômette et le Mystère de la tour est le 40e roman, publié en 1979 dans la Bibliothèque rose (Hachette), de la série humoristique Fantômette créée par Georges Chaulet.
Le récit met en scène Fantômette qui enquête sur un mauvais coup préparé par le Furet et ses complices. En effet les bandits ont construit une tour démontable qui leur sert de « lieu de répétition » pour leur projet criminel.

## Personnages principaux
- Personnages « gentils » récurrents 
  - Françoise Dupont / Fantômette : héroïne du roman.
  - Ficelle : amie de Françoise et de Boulotte.
  - Boulotte : amie de Françoise et de Ficelle.

- Personnages « méchants » récurrents
  - Le Furet : chef d'une bande de voleurs.
  - Alpaga : complice habituel du Furet.
  - Bulldozer : complice habituel du Furet.
  - Gégène : jeune voleur qui apprend le métier auprès du Furet.

- Autre personnage important
  - Commissaire Maigrelet : chef de la police de Framboisy.

## Résumé
Remarque : le résumé est basé sur l'édition parue dans la Bibliothèque rose en 1979.
- Mise en place de l'intrigue (chapitre 1)

Dans le cadre de la kermesse de l’école qui se tiendra dans quelques jours, Ficelle a décidé de devenir une grande photographe et de présenter ses plus belles photos. Elle a donc acheté un appareil photo et le nécessaire pour développer des photographies dans une chambre noire : révélateur, fixateur, etc. Elle se promène dans la campagne avec sa copine Boulotte et prend des photos. Rentrée le soir à la maison, elle les développe et les montre à Françoise. Celle-ci est intéressée par deux photos d'une tour prises à une heure d'intervalle : dans la première, la tour est nue et ne comporte qu'une fenêtre ; dans la seconde elle est dotée d'une fenêtre et d'un balcon !
Il n'en faut pas plus pour que Fantômette intervienne.
- Enquête et aventures (chapitres 2 à 13)

Le soir, Fantômette se rend dans les environs de cette tour. Elle ne tarde pas à constater qu'elle a été construite récemment par son ennemi récurrent, le Furet, assisté de ses complices Alpaga et Bulldozer. En fait, en examinant les activités des bandits, elle comprend que la tour a été construite avec un balcon démontable. Mais dans quel but ?
La nuit suivante, elle continue son enquête. Elle comprend que les bandits ont créé le réplique de la tour médiévale du musée Gontran-Gaétan. Or cette tout médiévale abrite le diadème de Berthe aux Grands Pieds, la mère de Charlemagne. La jeune aventurière est persuadée que les bandits souhaitent voler ce précieux bijou et que la tour récemment érigée leur sert de « lieu d'entraînement » pour le vol.
Mais l'aventurière, qui s'est cachée dans un placard, est découverte par les bandits. Le Furet l'oblige à descendre dans un conduit d'évacuation des déchets et y fait lancer par Bulldozer divers lourds objets ainsi que des sacs de sable, de pierre et de charbon. Le Furet est persuadé que Fantômette a été tué par le choc de ses objets ou par asphyxie. Il décide de lancer les opérations du vol le soir même à 21 h.
Pendant les aventures de Fantômette, Ficelle et Boulotte préparent la grande kermesse de l'école.
- Dénouement et révélations finales (chapitres 14 et 15)

Fantômette, qui n'est pas morte, a le temps de remplacer le diadème par une copie de pacotille et de prévenir la police. Lorsque le Furet et sa bande s'emparent du diadème et retournent à la tour, Fantômette se présente à eux, leur explique qu'elle a survécu et qu'elle a tout découvert. Elle les fait arrêter par la police.
Le dernier chapitre du roman évoque la kermesse à l’école de Françoise, Ficelle et Boulotte, au cours de laquelle le faux diadème de Berthe (qui avait été volé par le Furet et sa bande) est présenté aux visiteurs.